# Cave

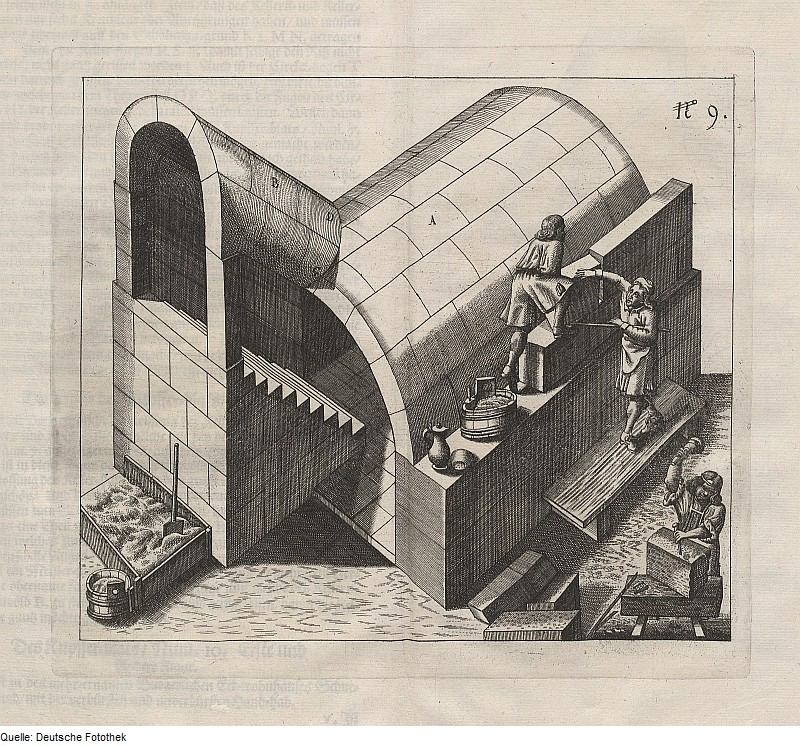
Gravura de 1673 ilustrando a entrada de uma cave.

A cave corresponde, em arquitetura, a um ou mais andares que se encontram abaixo do piso térreo, ou seja, no subsolo. A cave pode ter divisões ou não.

## Uso da cave
Uma cave pode ter várias funcionalidades:
- Área para arrumação;
- Ginásio;
- Spa / Wellness / Sauna;
- Sala para a prática de um passatempo (estúdio, sala de jogos, oficina, ...);
- Divisão pessoal (para a pessoa usufruir do que quiser);
- Salão de festas;
- Divisão extra;